# L'Anneau
Pour les articles homonymes, voir Anneau.
Pour les articles ayant des titres homophones, voir Laneau, Lanneau, Lano et Lanot.
L'Anneau est une installation in situ à Place Ville Marie au centre-ville de Montréal, achevée en 2022 par Claude Cormier + Associés et par l’entreprise Marmen, en collaboration avec la firme de génie-conseil NCK inc., Claude Bernard (Formaviva Inc.), Gilles Arpin (EP Éclairage Public), Stantec, Cohésio Architecture, JCB Construction Canada, Bendtec et Patrice Blain.
Initiative de la société Ivanhoé Cambridge dans le cadre du 60e anniversaire de Place Ville Marie, L'Anneau est un anneau géant en acier inoxydable, composé de tuyaux de 80 centimètres de diamètre. Il fait 29 mètres (94 pieds) de diamètre au total et pèse 23 tonnes (23 000 kilogrammes),. Le coût est de 5 millions de dollars,.
L'installation est suspendue au-dessus de l'entrée de l'esplanade de Place Ville Marie, face à la rue Cathcart. Elle est inaugurée le 14 septembre 2022, avec un concert comprenant Ariane Moffatt et Sarahmée.
C'est le dernier grand projet par Cormier avant son décès le 15 septembre 2023.